# FC 로스킬레
FC 로스킬레(덴마크어: FC Roskilde)는 로스킬레를 연고로 하는 덴마크의 축구 클럽이다. 현재는 덴마크의 2부 축구 리그인 덴마크 퍼스트 디비전에 참가하고 있다.

## 선수 명단

### 현역
참고: FIFA 자격 규정에 따라 소속된 국가대표팀 국기를 표시합니다. 선수는 복수의 FIFA 비회원국 국적을 가지고 있을 수 있습니다.
| 번호 | 포지션 | 국적 | 이름      |
| ---- | ------ | ---- | --------- |
| 7    | FW     |      | 에밀 닐센 |

| 번호 | 포지션 | 국적 | 이름              |
| ---- | ------ | ---- | ----------------- |
| 17   | MF     | 가나 | 모하메드 이드리스 |